# Angioplastica coronarica
L'angioplastica coronarica è una tecnica che si utilizza per trattare le cardiopatie coronariche basata sulla dilatazione del tratto di arteria occluso mediante un catetere a palloncino. È nota in inglese con l'acronimo PTCA, da percutaneous transluminal coronary angioplasty, o PCI, da percutaneous coronary intervention. Può essere realizzata anche con l'utilizzo di laser a eccimeri, e in tal caso è chiamata PELCA o ELCA, da percutaneous excimer laser coronary angioplasty.

## Descrizione

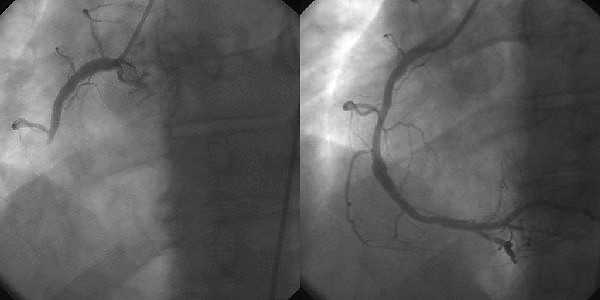
Angiografia e angioplastica in una sindrome coronarica acuta. A sinistra si nota l'arteria coronaria destra chiusa, a destra il risultato dopo l'angioplastica mostra la quasi completa riapertura dell'arteria.

L'angioplastica coronarica rappresenta una tecnica mediante la quale è possibile dilatare un ramo coronarico occluso, o significativamente ristretto, a causa di un processo aterosclerotico. La procedura viene effettuata in anestesia locale, inserendo un catetere attraverso l'arteria femorale (o in alternativa attraverso l'arteria radiale) che permette di giungere fino alle arterie coronariche. La dilatazione dell'arteria coronarica interessata viene effettuata mediante il gonfiaggio di un "palloncino" al suo interno. Contestualmente al gonfiaggio del palloncino, viene spesso posizionato uno stent, rappresentato da una struttura metallica cilindrica a maglie che viene introdotta nel lume dell'arteria, consentendo di "conservare" la dilatazione ottenuta con il palloncino.

### Tipologia
- PCI primaria (primary PCI) quando l'angioplastica viene scelta come terapia preferenziale senza fibrinolisi concomitante o precedente. Fondamentale è la minimizzazione dei tempi tra la comparsa dei primi sintomi e l'inizio della procedura di rivascolarizzazione.
- PCI facilitata (facilitated PCI) l'angioplastica programmata eseguita a seguito del trattamento di fibrinolisi, così da minimizzare l'impatto dell'eventuale ritardo tra i sintomi e l'inizio della procedura. La PCI facilitata non viene attualmente raccomandata dall'ESC in quanto negli studi clinici randomizzati non è stato dimostrato, almeno fino ad ora, nessun particolare beneficio rispetto all'agioplastica primaria.
- PCI di salvataggio (rescue PCI), è l'angioplastica effettuata, sempre in caso di infarto miocardico acuto, per sopperire al fallimento della fibrinolisi, che non è stata sufficiente a disostruire l'arteria.
- PCI elettiva, infine, è l'angioplastica effettuata in pazienti con ischemia miocardica da stress e stenosi coronarica emodinamicamente significativa.

## Indicazioni
L'angioplastica coronarica può essere effettuata nella fase acuta di una sindrome coronarica (angina instabile, NSTEMI, STEMI) per ricanalizzare l'arteria coronarica responsabile della sindrome stessa o, in alternativa, in un paziente con angina stabile (angina che presenta solo in condizioni di stress) che presenta un restringimento coronarico significativo.
Secondo le linee guida della Società Europea di Cardiologia (ESC) pubblicate a novembre 2008, l'angioplastica coronarica, rappresenta la tecnica d'eccellenza in caso di infarto miocardico in cui il tracciato elettrocardiografico mostri un sopraslivellamento del tratto ST.
Le condizioni che rendono preferibile tale tecnica, rispetto alla riperfusione farmacologica, sono:
- Esordio della sintomatologia da meno di 12 ore
- Possibilità di effettuare la procedura entro 120 minuti dal primo contatto medico (o entro 90 minuti in caso di infarto esteso o esordio < 2 ore);
- Infarto anteriore esteso con segni di compromissione emodinamica (shock);
- Controindicazione alla fibrinolisi sistemica (farmacologica)

Nei casi di sindrome coronarica acuta senza sopraslivellamento del tratto ST, invece, l'angioplastica coronarica non necessita generalmente dei tempi rapidi della sindrome coronarica acuta con sopraslivellamento del tratto ST, ma viene effettuata entro le 72 ore dall'esordio dei sintomi.
Infine, nei pazienti con ischemia miocardica documentata da test provocativi (ECG da sforzo, ecostress farmacologico, tomoscintigrafia miocardica), l'angioplastica viene effettuata, in elezione, nei casi in cui sussista una stenosi coronarica emodinamicamente significativa (> 70%).

## Procedura
Oltre ai diversi trattamenti antipiastrinici e antitrombotici a sostegno delle procedure effettuate, esistono dei dispositivi collaterali che hanno lo scopo di migliorare la riperfusione (riapertura dei vasi e conseguente passaggio di sangue in tutti i vasi)  del muscolo cardiaco in caso di infarto acuto. Tra questi sempre più importanza ricoprono i dispositivi di trombo-aspirazione. Questi sistemi consistono in un piccolo tubicino (catetere), che viene inserito nelle coronarie per via percutanea, ossia utilizzando la stessa via di accesso dell'angioplastica. Tramite il catetere, prima di dilatare l'arteria, si tenta di aspirare il trombo, ossia il materiale solitamente molle che aveva ostruito la coronaria. Diversi studi dimostrano che questo trattamento migliora la condizione clinica dei pazienti nel breve, medio e lungo periodo.